# Kinesisk alligator
Den kinesiske alligator (Alligator sinensis) er den ene af de to nulevende arter i slægten Alligator. Denne kritisk truede art er endemisk for det østlige Kina. Den kinesiske alligator lever kun i et meget lille område omkring Yangtze-floden. Der menes kun at være omkring 200 dyr tilbage i naturen, hvoraf kun omkring 50 er kønsmodne eksemplarer. I fangenskab er der omkring 10.000 kinesiske alligatorer.
Den kinesiske alligator er noget mindre end den amerikanske alligator. Hanner bliver sjældent længere end  ca. 2 m og gennemsnitslængden er omkring 1,5 m. Vægten er omkring 30–40 kg.